# Crambe kilimandscharica
Crambe kilimandscharica är en korsblommig växtart som beskrevs av Otto Eugen Schulz. Crambe kilimandscharica ingår i släktet krambar, och familjen korsblommiga växter. Inga underarter finns listade i Catalogue of Life.